# Blowin' Away
| Recensione                        | Giudizio |
| --------------------------------- | -------- |
| AllMusic                          | [ 1 ]    |
| The New Rolling Stone Album Guide | [ 2 ]    |
| Dizionario del Pop-Rock           | [ 3 ]    |
| 24.000 dischi                     | [ 4 ]    |

Blowin' Away è un album di Joan Baez, pubblicato nel giugno del 1977.

## Il disco
Si tratta del primo album della cantante dopo il suo passaggio dalla A&M Records alla Portrait Records, una nuova etichetta appartenente alla CBS Records.
Nella sua autobiografia, And a Voice to Sing With, l'artista giudicò Blowin' Away "un buon album con una copertina terribile".

## Tracce
Lato A
1. Sailing – 4:08 (Gavin Sutherland)
2. Many a Mile to Freedom – 2:54 (Anna Capaldi, Steve Winwood)
3. Miracles – 5:15 (Joan Baez)
4. Yellow Coat – 3:31 (Steve Goodman)
5. Time Rag – 5:17 (Joan Baez)

Lato B
1. A Heartfelt Line or Two – 3:17 (Joan Baez)
2. I'm Blowin' Away – 3:13 (Eric Kaz)
3. Luba the Baroness – 6:57 (Joan Baez)
4. Alter Boy and the Thief – 3:22 (Joan Baez)
5. Cry Me a River – 2:55 (Arthur Hamilton)

## Formazione
- Joan Baez – voce, sintetizzatore
- Elliott Randall – chitarra acustica, chitarra elettrica
- Larry Knechtel – tastiera, pianoforte
- Donald Dunn – basso
- Mike Botts – batteria, percussioni
- Malcolm Cecil – tastiera
- Dean Parks – chitarra acustica, basso, chitarra elettrica
- Joe Sample – tastiera
- Wilton Felder – basso
- Rick Shlosser – batteria
- David Mansfield – chitarra, steel guitar, mandolino, violino
- Tom Scott – sax

Note aggiuntive
- David Kershenbaum – produttore (per la JCB Productions)
- Bernard Gelb – produttore esecutivo
- Registrazioni e mixaggio effettuato al Cherokee Recording Studios di Los Angeles, California
- Dee Robb e Mike Stavrou – ingegneri delle registrazioni
- George Tutko – assistente ingegneri delle registrazioni
- Masterizzazione effettuata al Allen Zentz di Los Angeles, California da Alex Kazanegras
- Kirby Veach – assistente ingegnere alla masterizzazione
- John Berg – design copertina e fotografia nuvole
- Kin Schilling – fotografia di Joan Baez copertina frontale album[7]